# 134 a. C.
El año 134 a. C. fue un año del calendario romano prejuliano. En el Imperio romano, fue conocido como el año 620 Ab Urbe condita.

## Acontecimientos
- Publio Cornelio Escipión Emiliano es elegido cónsul por segunda vez. Es cónsul único de Hispania y marcha a  Tarragona. Se hace cargo de la Guerra Numantina. Emprende los preparativos para sitiar la ciudad.[1]
- Aparición de la estrella Nova Scorpii.